# 高斯-博内定理

适用高斯-博内定理的复杂区域的一个例子。标示了测地曲率。

在微分几何中，高斯-博内定理（亦称高斯-博内公式）是关于曲面的图形（由曲率表征）和拓扑（由欧拉示性数表征）间联系的一项重要表述。它是以卡尔·弗里德里希·高斯和皮埃尔·奥西安·博内命名的，前者发现了定理的一个版本但从未发表，后者1848年发表了该定理的一个特例。

## 定理内容
设{\displaystyle M}是一个紧的二维黎曼流形，{\displaystyle \partial M}是其边界。令{\displaystyle K}为{\displaystyle M}的高斯曲率，{\displaystyle k_{g}}为{\displaystyle \partial M}的测地曲率。则有
{\displaystyle \int _{M}K\;dA+\int _{\partial M}k_{g}\;ds=2\pi \chi (M),\,}
其中dA是该曲面的面积元，ds是M边界的线元。此处{\displaystyle \chi (M)}是{\displaystyle M}的欧拉示性数。
如果{\displaystyle \partial M}的边界是分段光滑的，我们将{\displaystyle \int _{\partial M}k_{g}\;ds}视作光滑部分相应的积分之和，加上光滑部分在曲线边界上的转过的角度之和。

## 參看
- 陳-高斯-博内定理